# مسجد الفقير

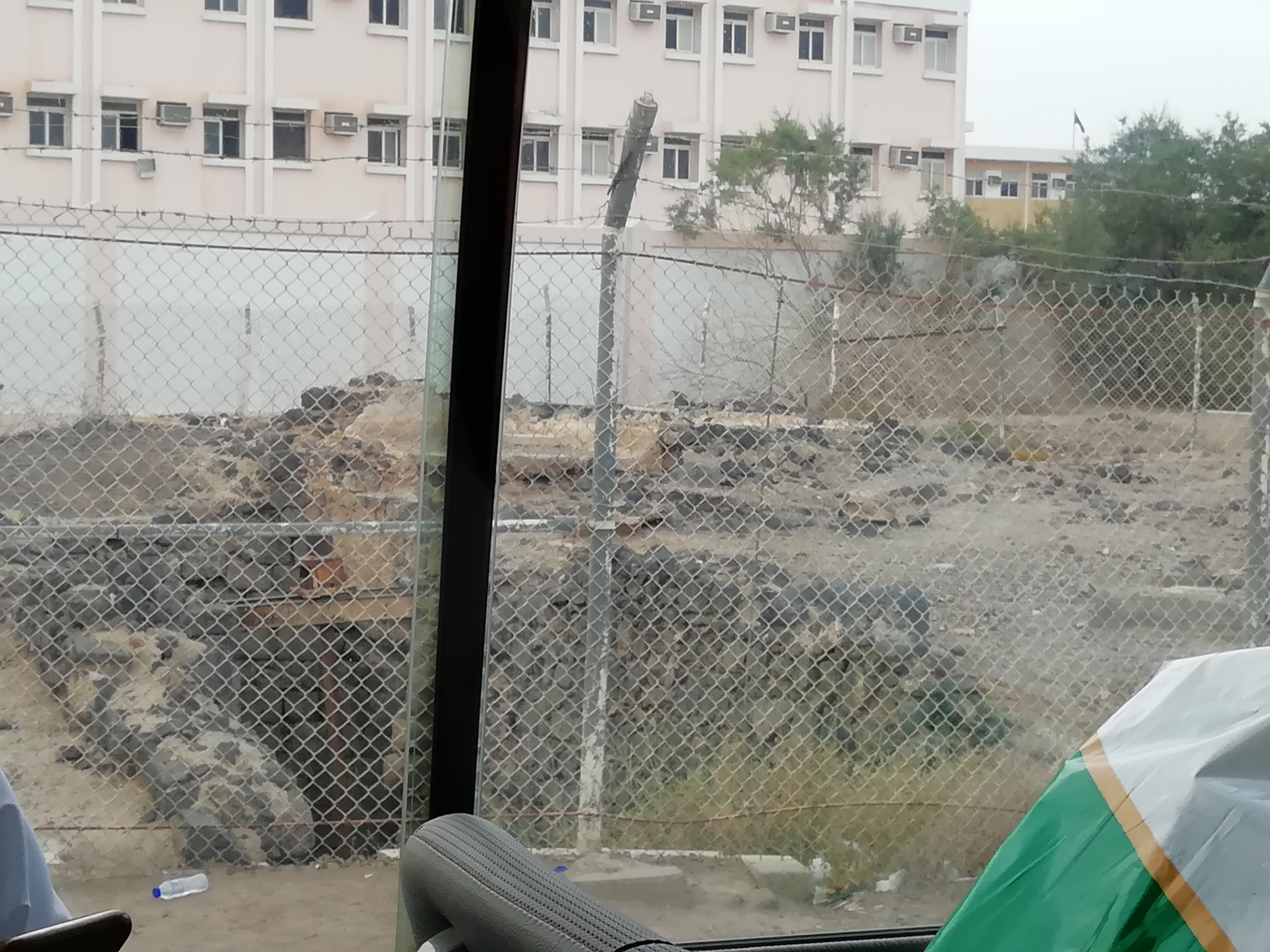
مكان مسجد الفقير بجانب بئر الفقير

مسجد الفُقَيْر: ويعرف أيضا بمسجد ميثب وهو من صدقات رسول الله ﷺ، وقد صلى فيها، ويقع بالعوالي. الفُقَيْر هو (حفرة فسيلة النخل التي تغرس فيها).

## الموقع
يقع هذا المسجد على يمين الطريق الموصل بين قربان والعوالي، ويبعد عن مسجد قباء بمسافة تقدّر بكيلومتر واحد وتسعمئة متر، وعن الإشارة الضوئية بمسافة كيلومتر واحد، ومكانه على يمين محطة (نفط) للبنزين بالنسبة للقادم من قباء أو قربان. وفيه أثر لمسجد قديم، وهو عبارة عن غرفة مبنيّة من الحجر، لكنّه مهمل، ومع ذلك يصلّي فيه بعض الزوّار، وقد سوّر بسور حديدي حديثاً.

## سبب التسمية
وسبب تسميته بالفُقَيْر، لأنّ الرسول (صلّى الله عليه وآله وسلّم) قال لسلمان (رضي الله عنه) عندما جمعت له فسائل النخل: «اذهب يا سلمان ففقّر لها، فإذا فرغت فأتني: أكن أنا أضعها بيدي».